# Liste von Parkanlagen in Dublin
In Dublin, der Hauptstadt der Republik Irland, gibt es etliche, teils für sehenswert gehaltene Parkanlagen. Als bekannte Öffentliche Parks in Dublin gelten vor allem:

## Phoenix Park

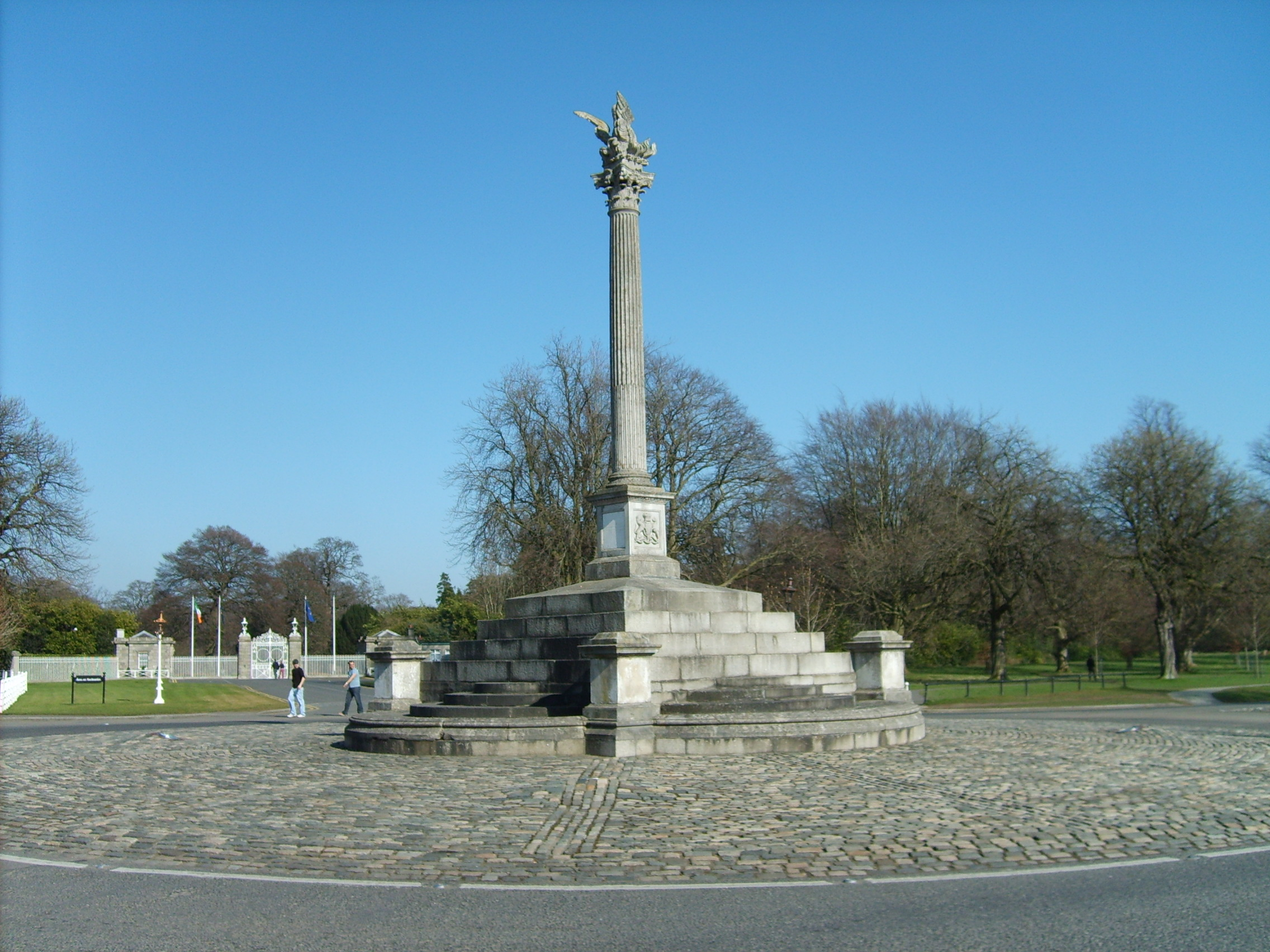
Phoenix-Denkmal
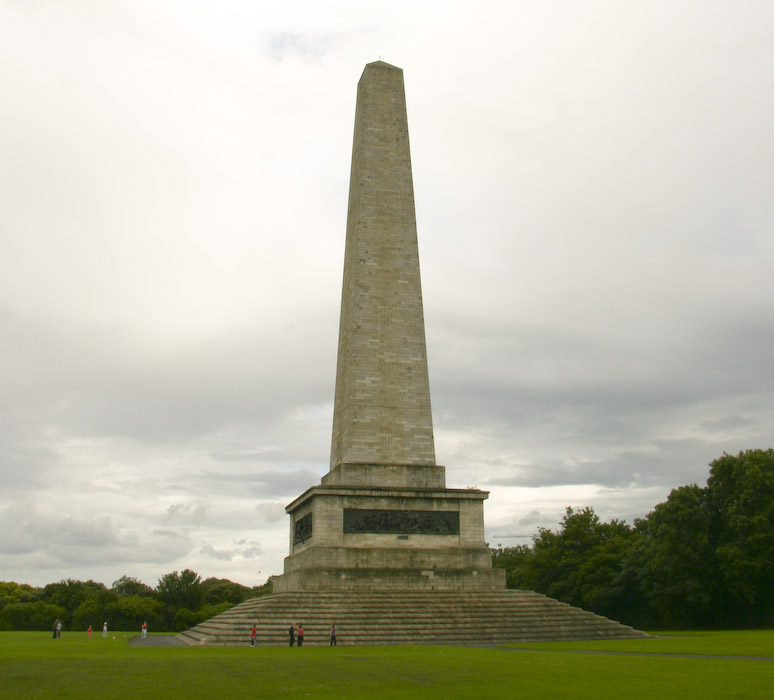
Wellington-Denkmal
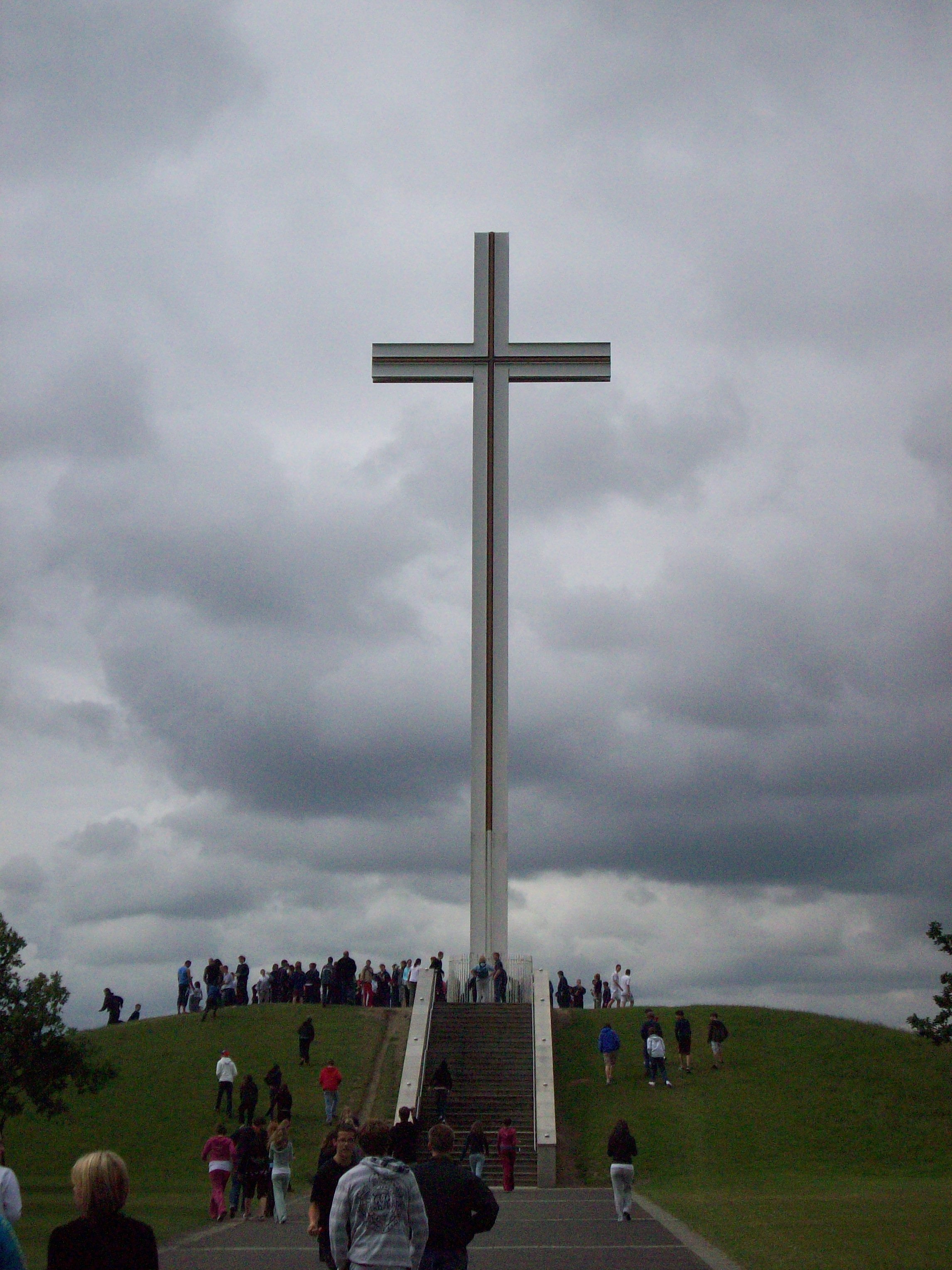
Papstkreuz

Der Phoenix Park (irisch Páirc an Fhionnuisce) ist der größte Park von Dublin und die größte innerstädtische Parkanlage in Europa. Er nimmt die Größe eines Stadtteils ein. Auf dem Gelände befinden sich unter anderem der Zoo von Dublin, die Apostolische Nuntiatur, etliche Sportanlagen, das kleine Ashtown Castle sowie der Amtssitz des irischen Präsidenten. Ein Papstkreuz zeugt von einer Messe von Papst Johannes Paul II. bei seinem Irlandbesuch 1979, bei der mehr als 1 Million Menschen anwesend war. In dem Areal des Phoenix Parks lebt auch ein Rudel Hirsche. Der Park ist, wie auf den Britischen Inseln üblich und wie auch andere Dubliner Parkanlagen, umzäunt und nur an bestimmten Toren zugänglich.

## Botanischer Garten

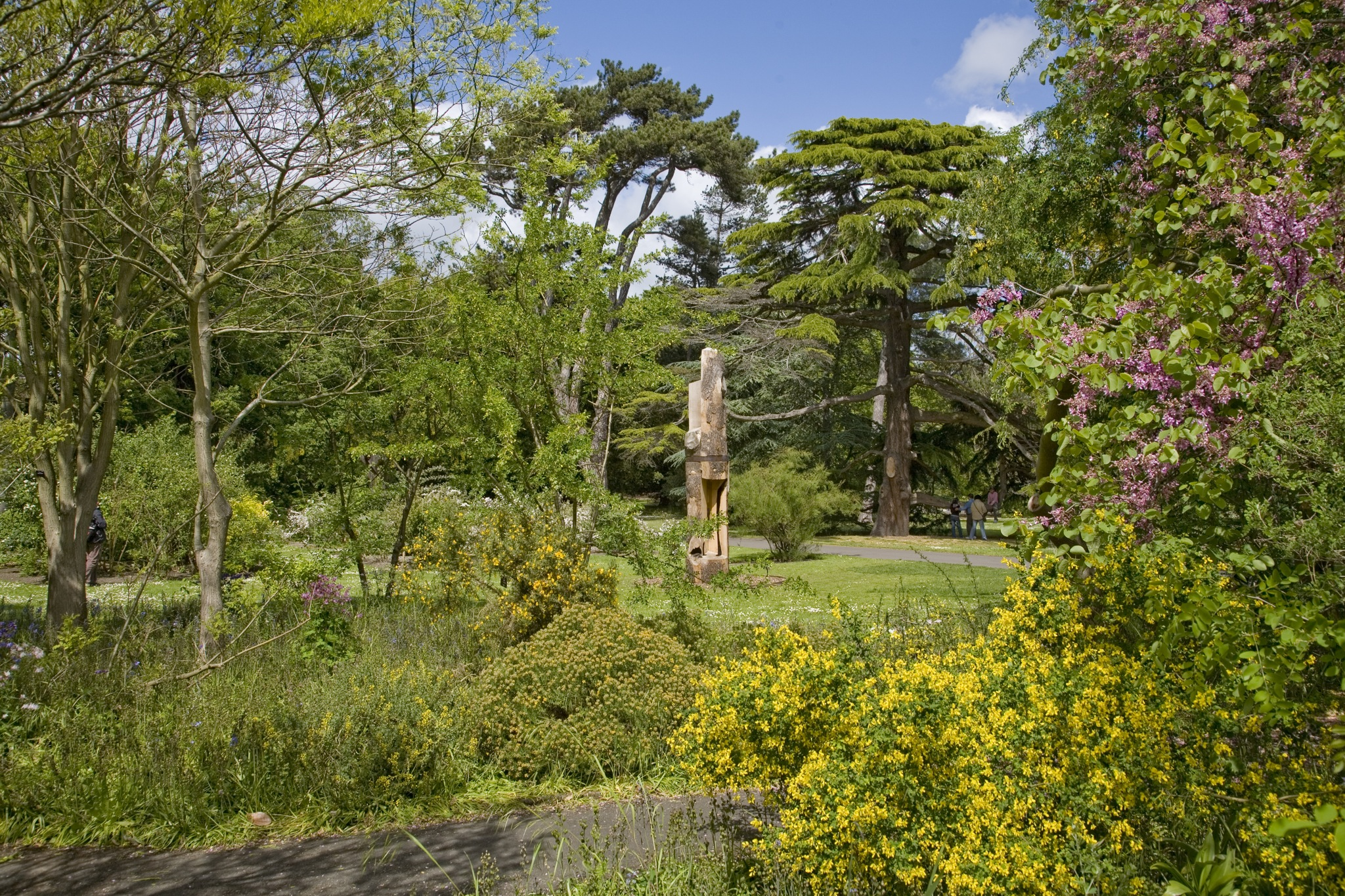
Skulptur im Garten
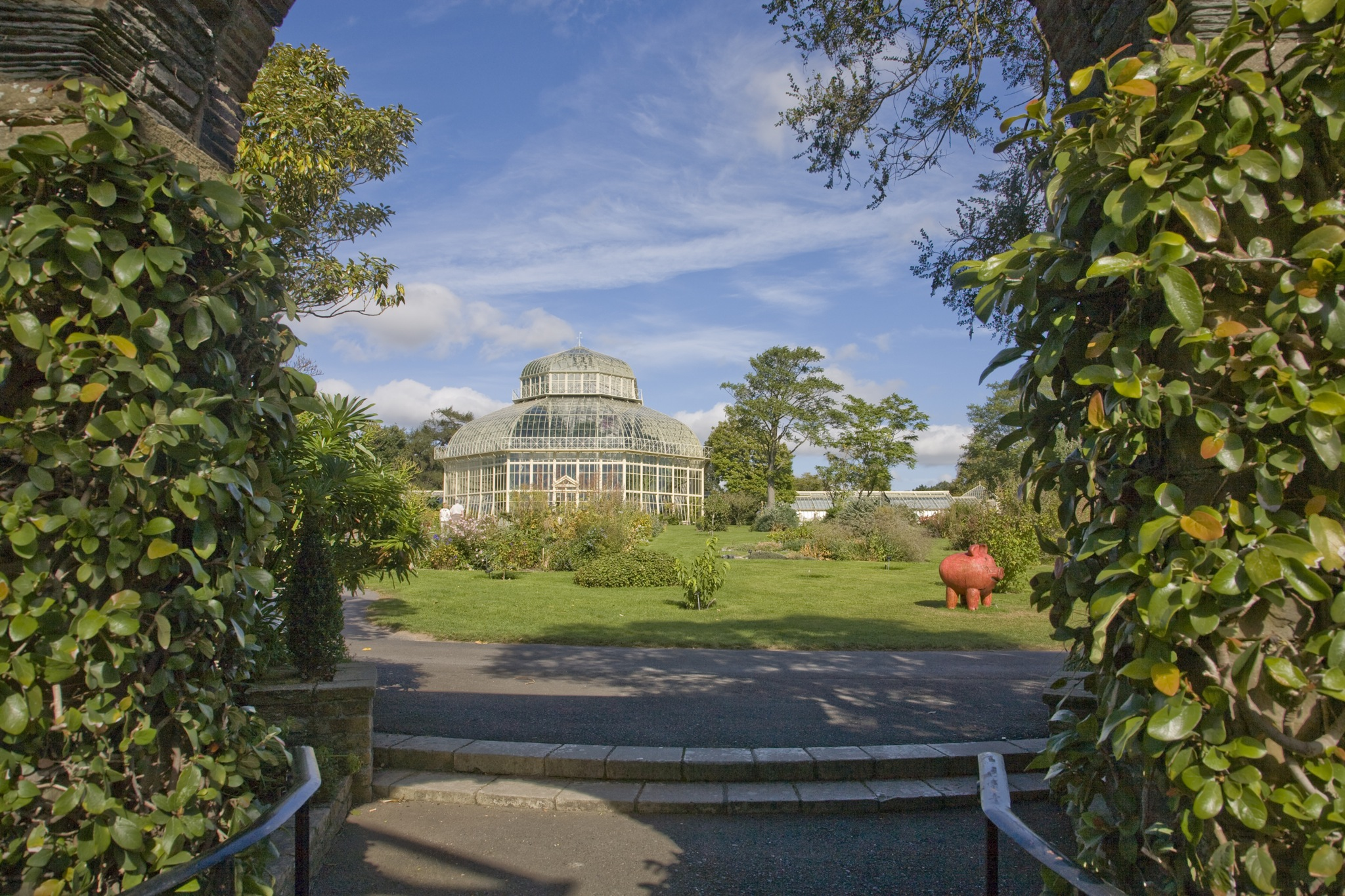
Blick auf eines der Gewächshäuser
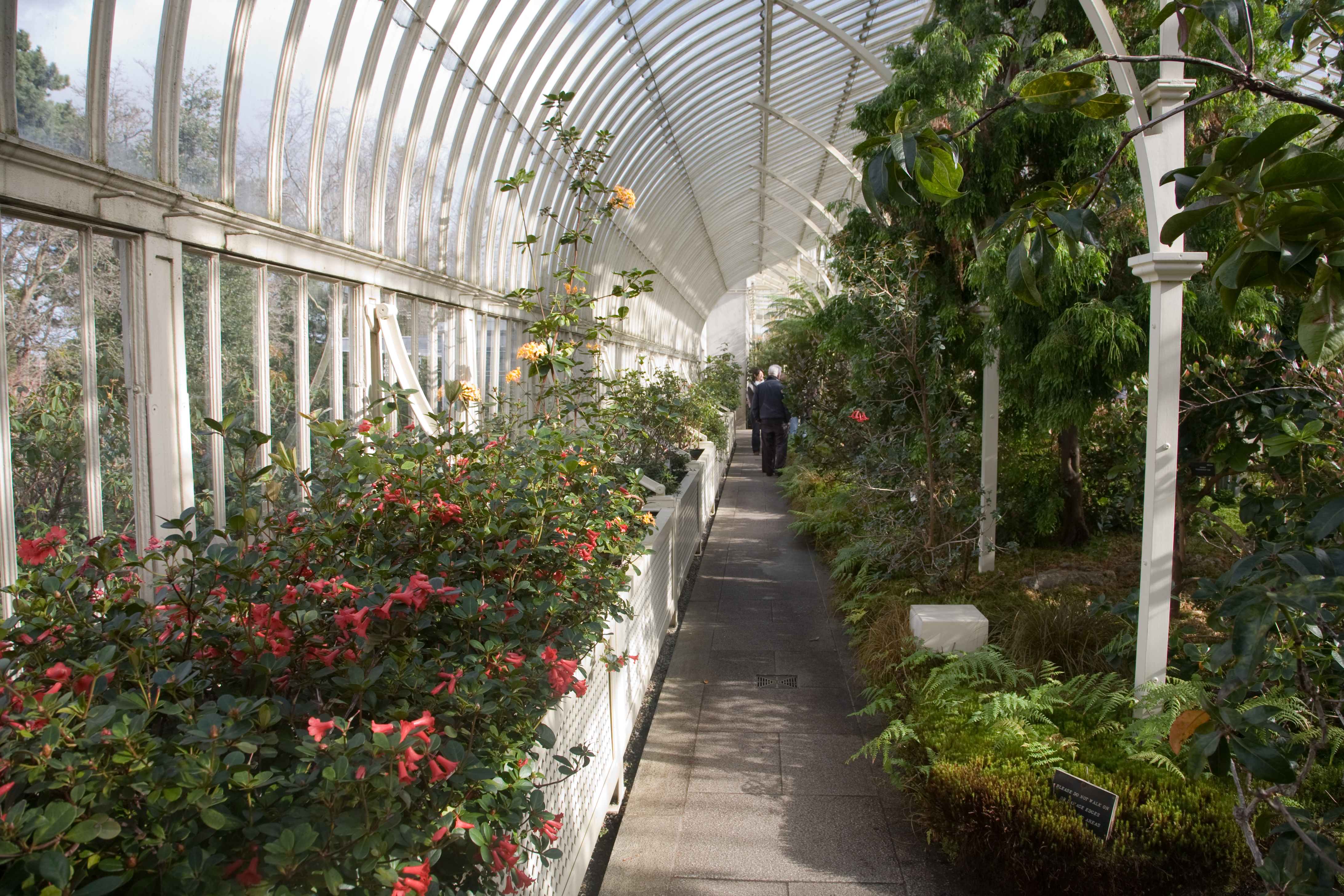
In einem Gewächshaus
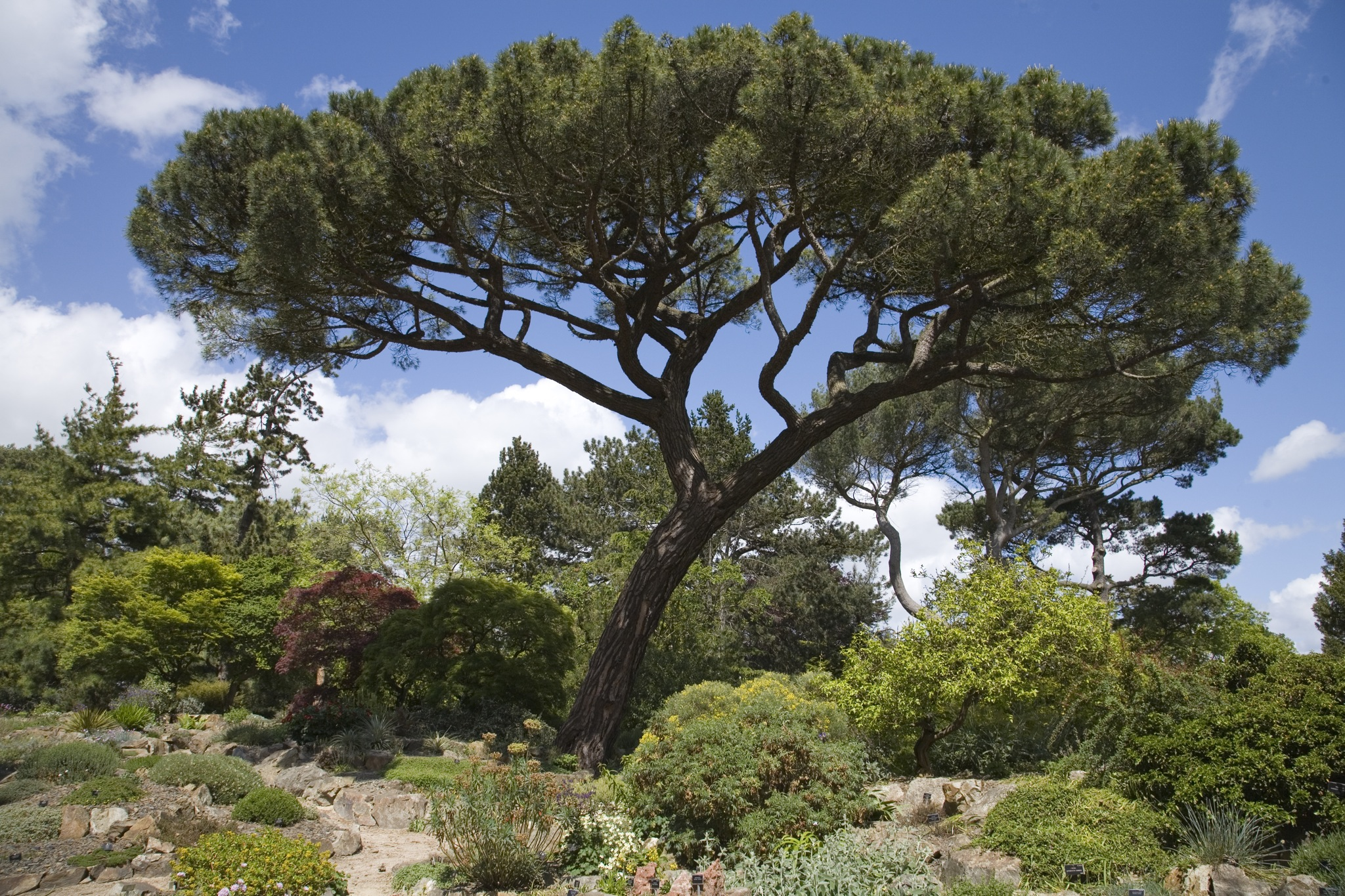
Kiefer und asiatischer Staudengarten

Der Botanische Garten, offiziell National Botanic Gardens of Ireland (Garraithe Náisiúnta na Lus), im Stadtteil Glasnevin im Norden der Stadt umfasst einen Park mit mehreren thematischen Gärten und Gewächshäusern sowie einem Arboretum. Des Weiteren gibt es ein Herbarium mit rund 600.000 getrockneten und dokumentierten Pflanzenteilen sowie eine Ausstellung zur Geschichte des Gartens. In der 1795 gegründeten, als englischer Landschaftsgarten konzipierten Anlage sind heute über 20.000 Pflanzenarten zu sehen. Der Park ist (mit Ausnahme des ersten Weihnachtsfeiertags) ganzjährig zugänglich.

## St. Stephen’s Green

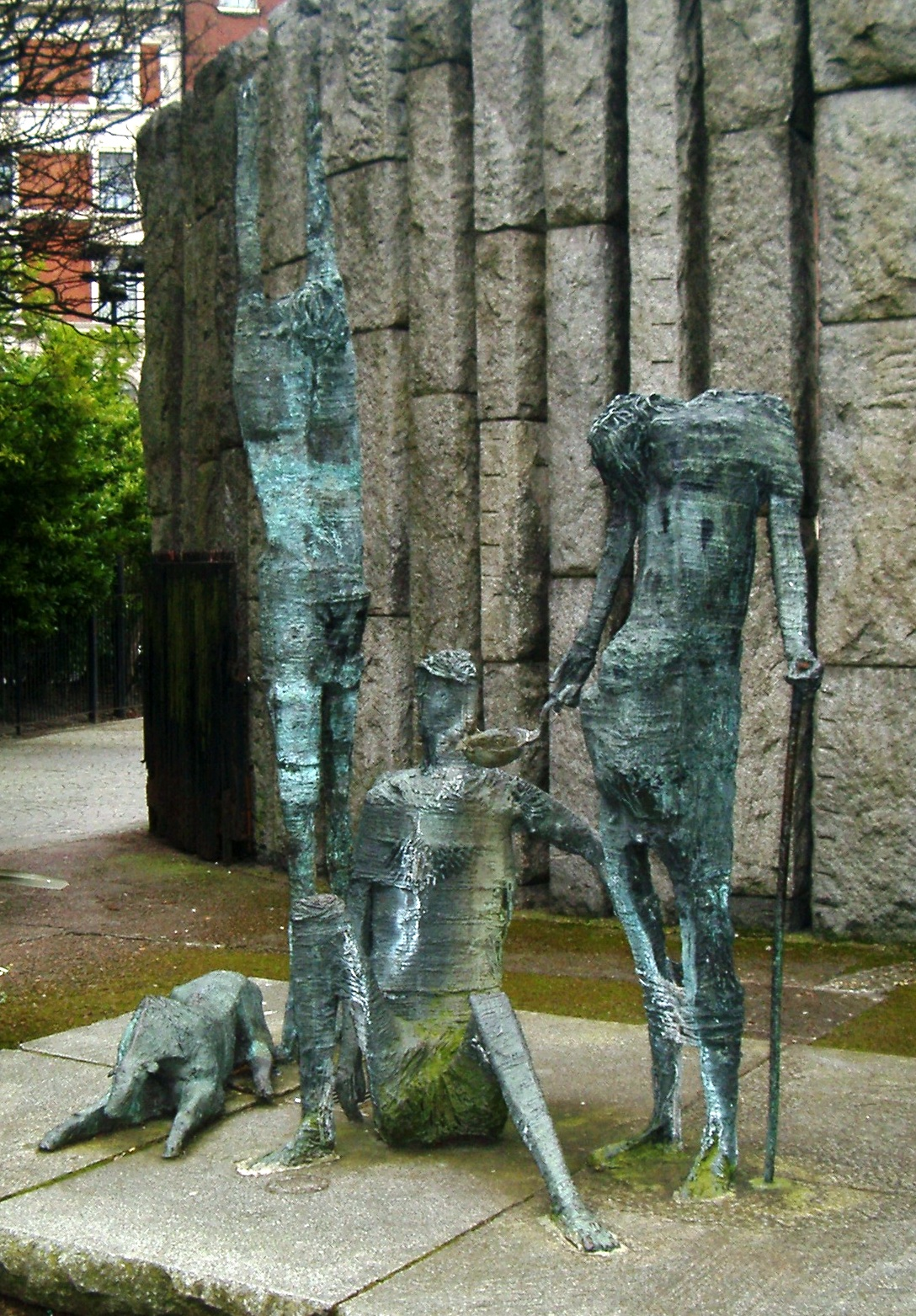
Plastik im Gedenken an die große Hungersnot
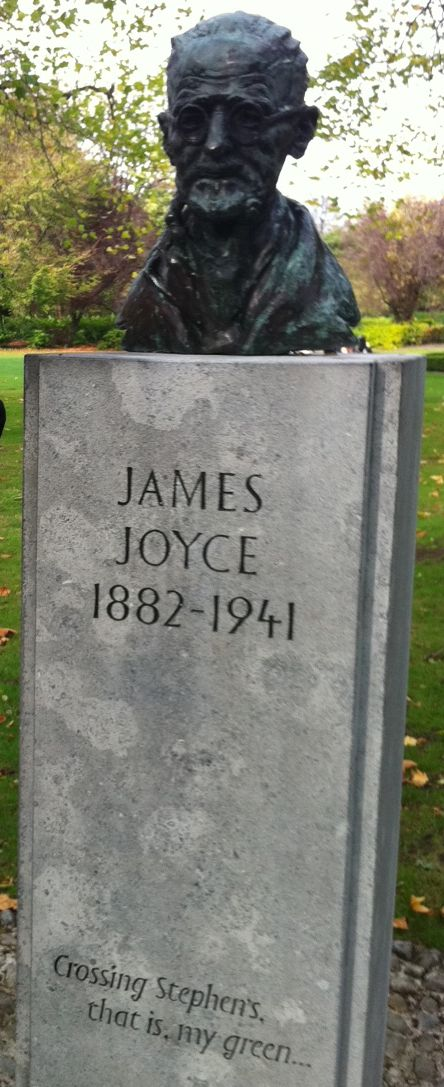
Büste von James Joyce
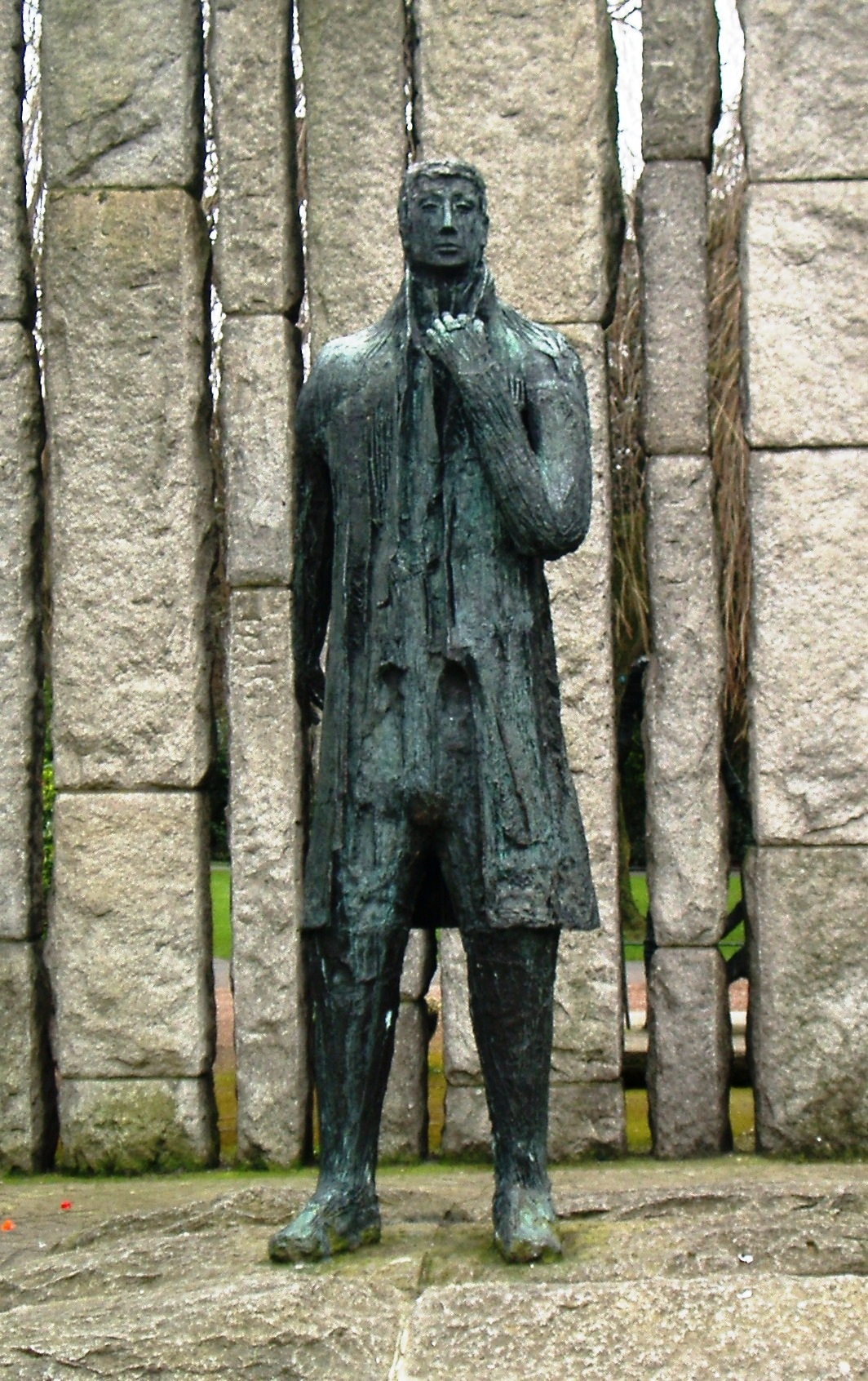
Statue von Wolfe Tone
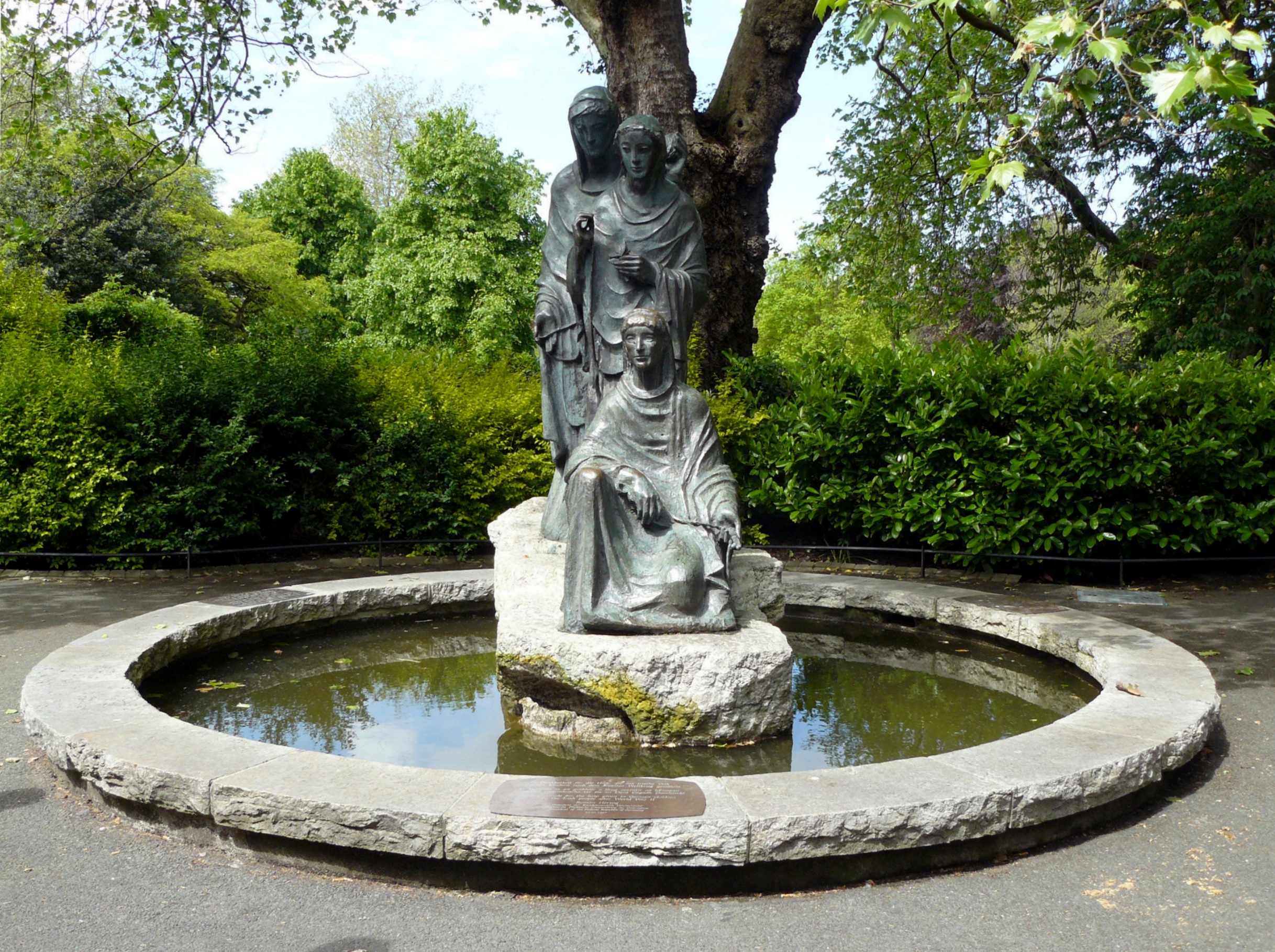
Brunnen in St. Stephen’s Green. Ein Geschenk von Deutschland

St. Stephen’s Green (Faiche Stiabhna) ist ein Park im Zentrum der Stadt. Die Anlage war im 17. Jahrhundert Schauplatz öffentlicher Hinrichtungen; später war sie nur der ringsum wohnenden Bevölkerung zugänglich. Der Park wurde erst 1877 für die Allgemeinheit geöffnet und war auch Schauplatz im Zuge des irischen Osteraufstands. In und um den Park befinden sich etliche sehenswerte Objekte. Der Großteil der umliegenden Häuser ist im Georgianischen Stil erbaut.

## Archbishop Ryan Park

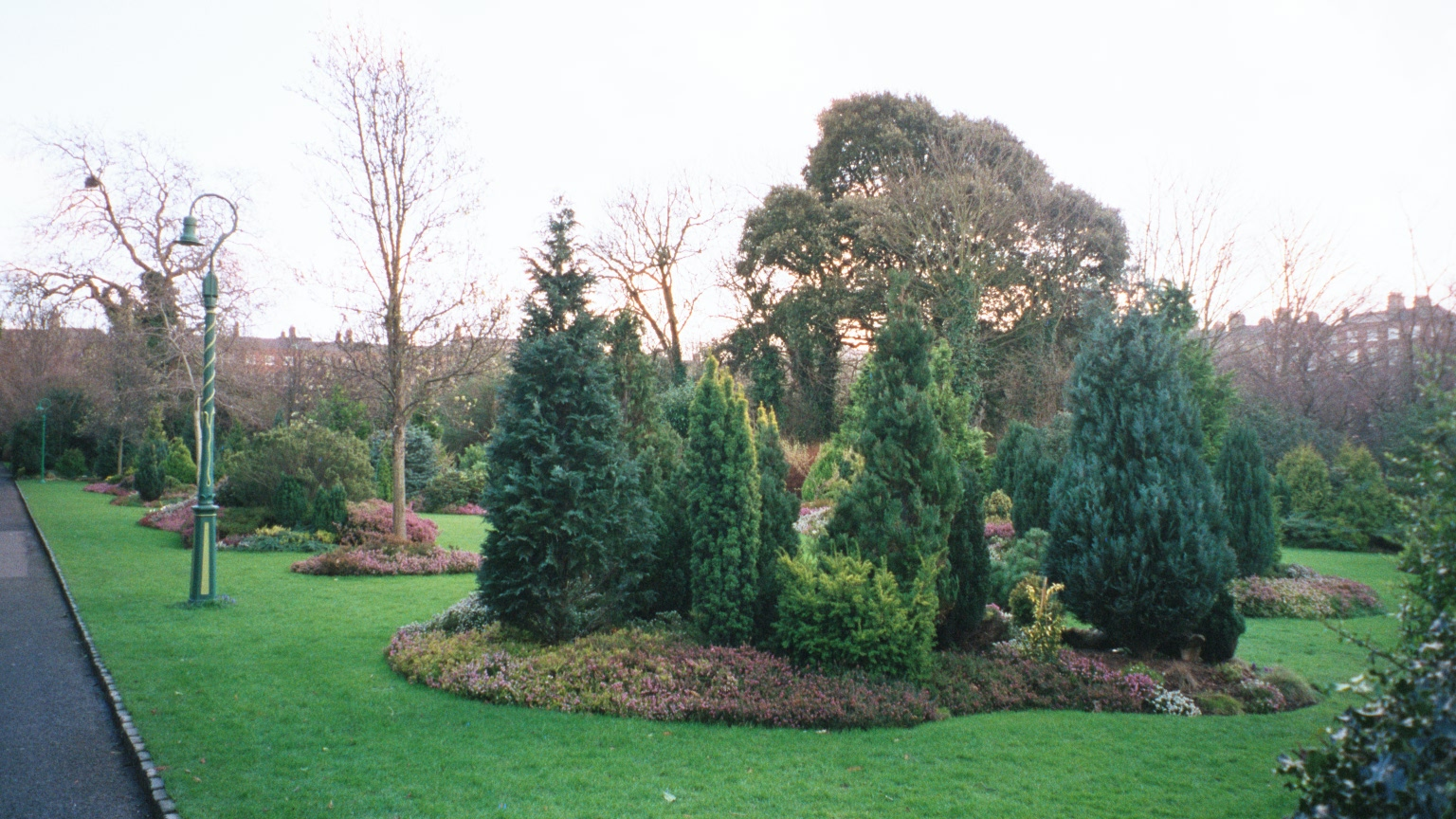
Büsche im Merrion Square
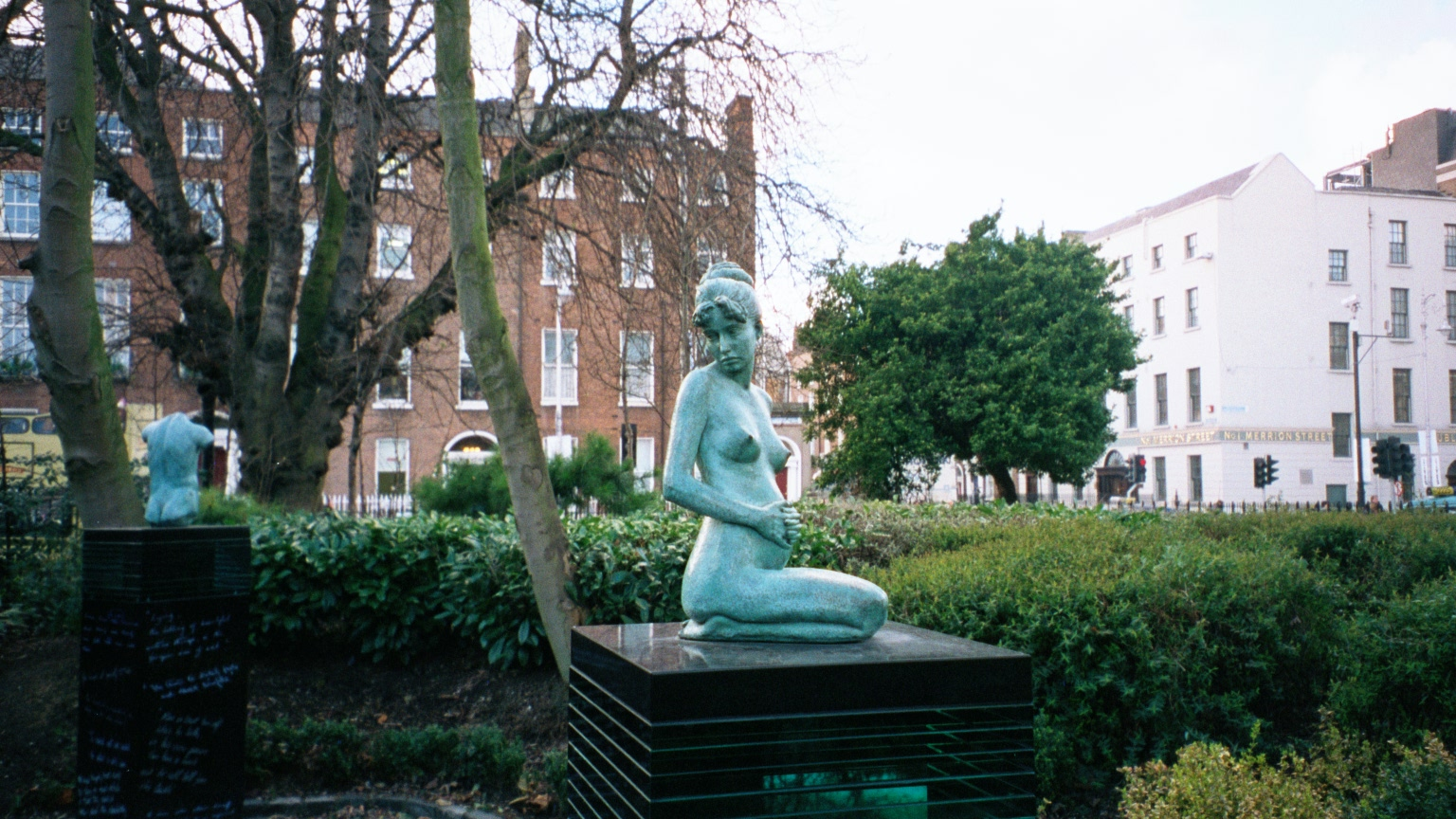
Bronzestatue im Merrion Square
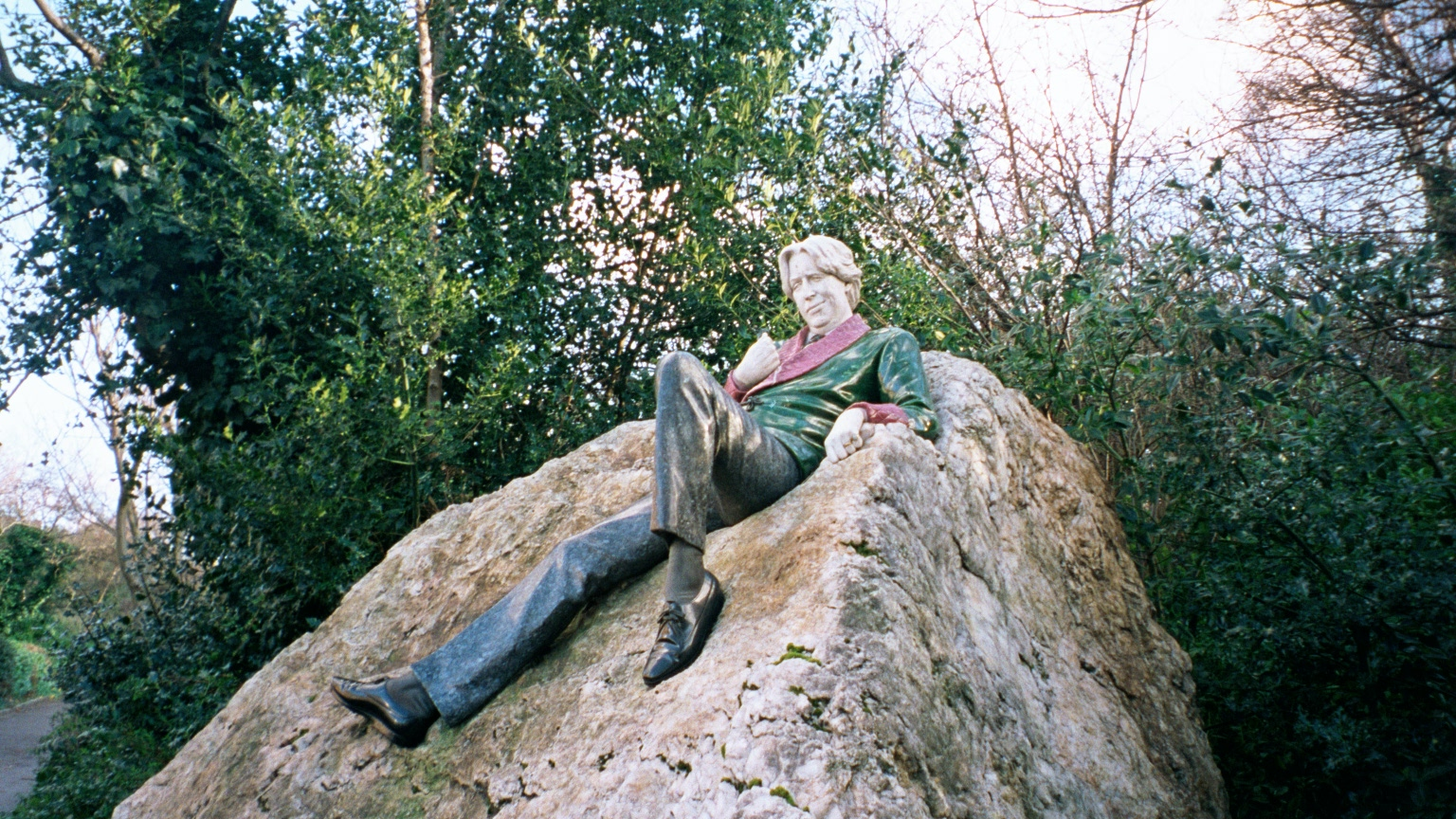
Oscar Wilde auf einem Felsen im Merrion Square

Der Archbishop Ryan Park (Páirc an Ard-Easpaig Uí Riain) ist die Parkanlage, die den gesamten Innenbereich des Merrion Square einnimmt. Das Areal wurde vom Erzbischof von Dublin, Dermot Ryan, der Stadt geschenkt. Im Gegensatz zu anderen allgemein zugänglichen Parks ist dieser weniger wie eine öffentliche Anlage angelegt, sondern eher kunstvoll gestaltet. In ihm befindet sich unter anderem auf einem Felsen eine Plastik des irischen Dichters Oscar Wilde.

## Iveagh Gardens

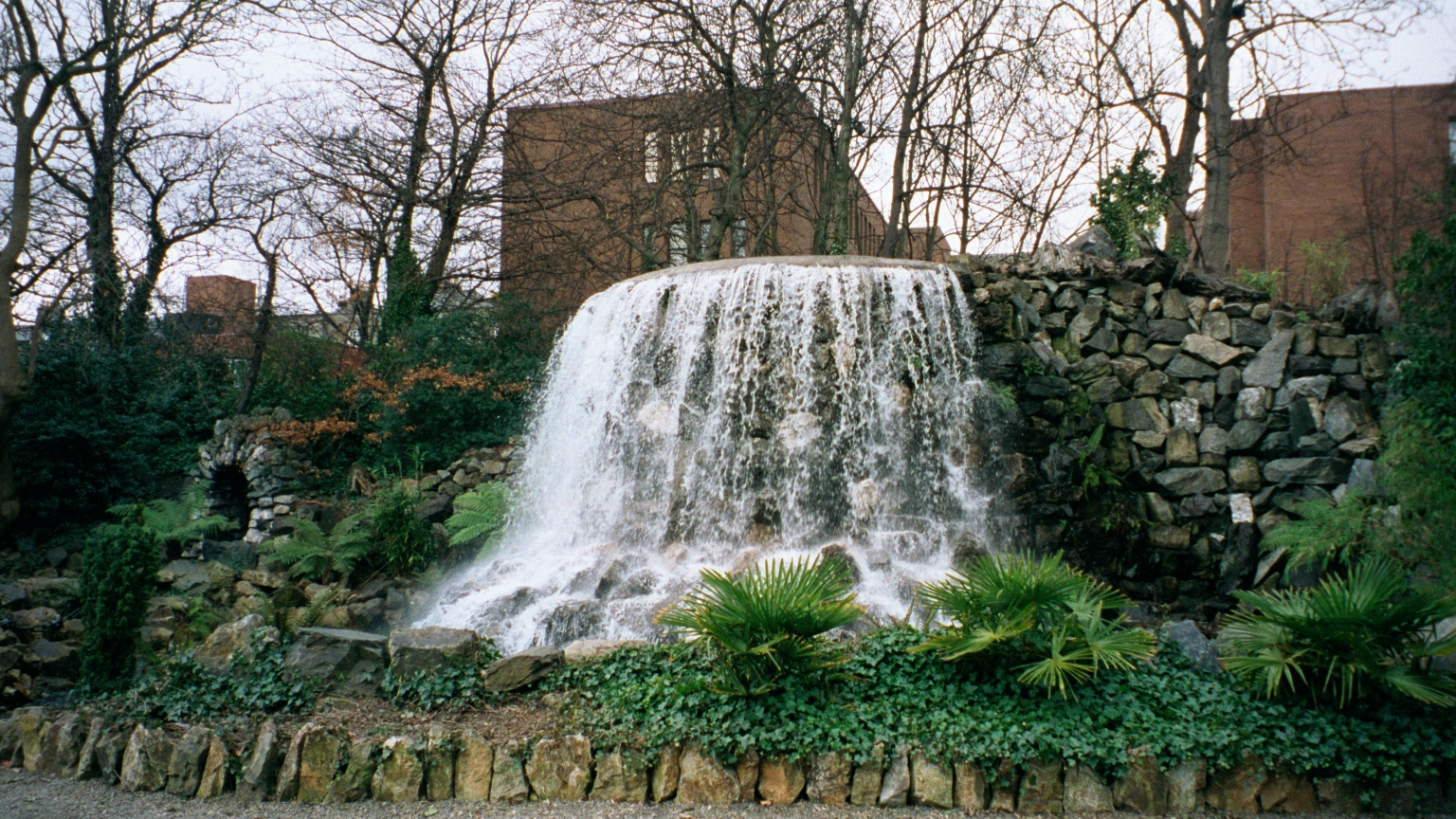
Der Wasserfall in Iveagh Gardens
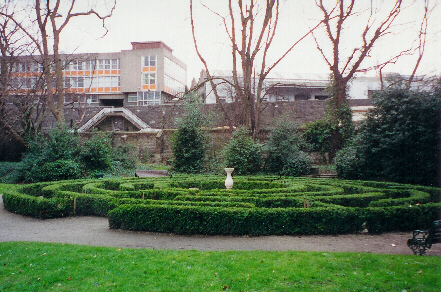
Das Minilabyrinth mit Sonnenuhr
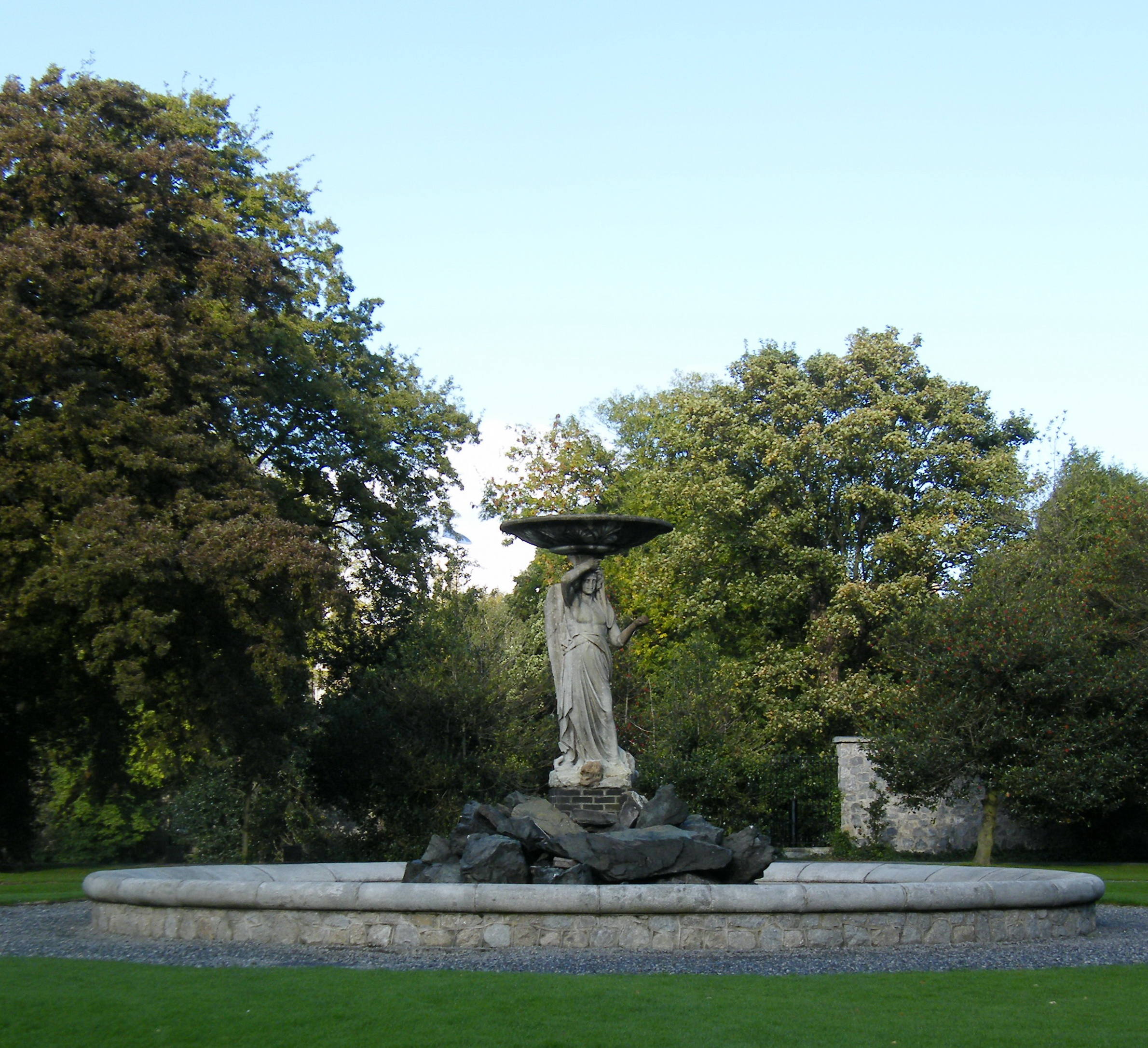
Statue

Iveagh Gardens (Gairdíní Uíbh Eachach) ist ein Park im Zentrum von Dublin, in der Nähe von St. Stephen’s Green. Er liegt etwas versteckt, hat nur zwei Zugänge und ist vergleichsweise wenig frequentiert. Landschaftlich gilt Ivaegh Gardens mit seiner durchdachten Wegeplanung und seinem Rosengarten als sehr reizvoll. Zudem befinden sich darin ein künstlicher Wasserfall (mit Aufgängen links und rechts davon) und ein kleines Labyrinth mit einer Sonnenuhr in der Mitte.

## Blessington Street Basin

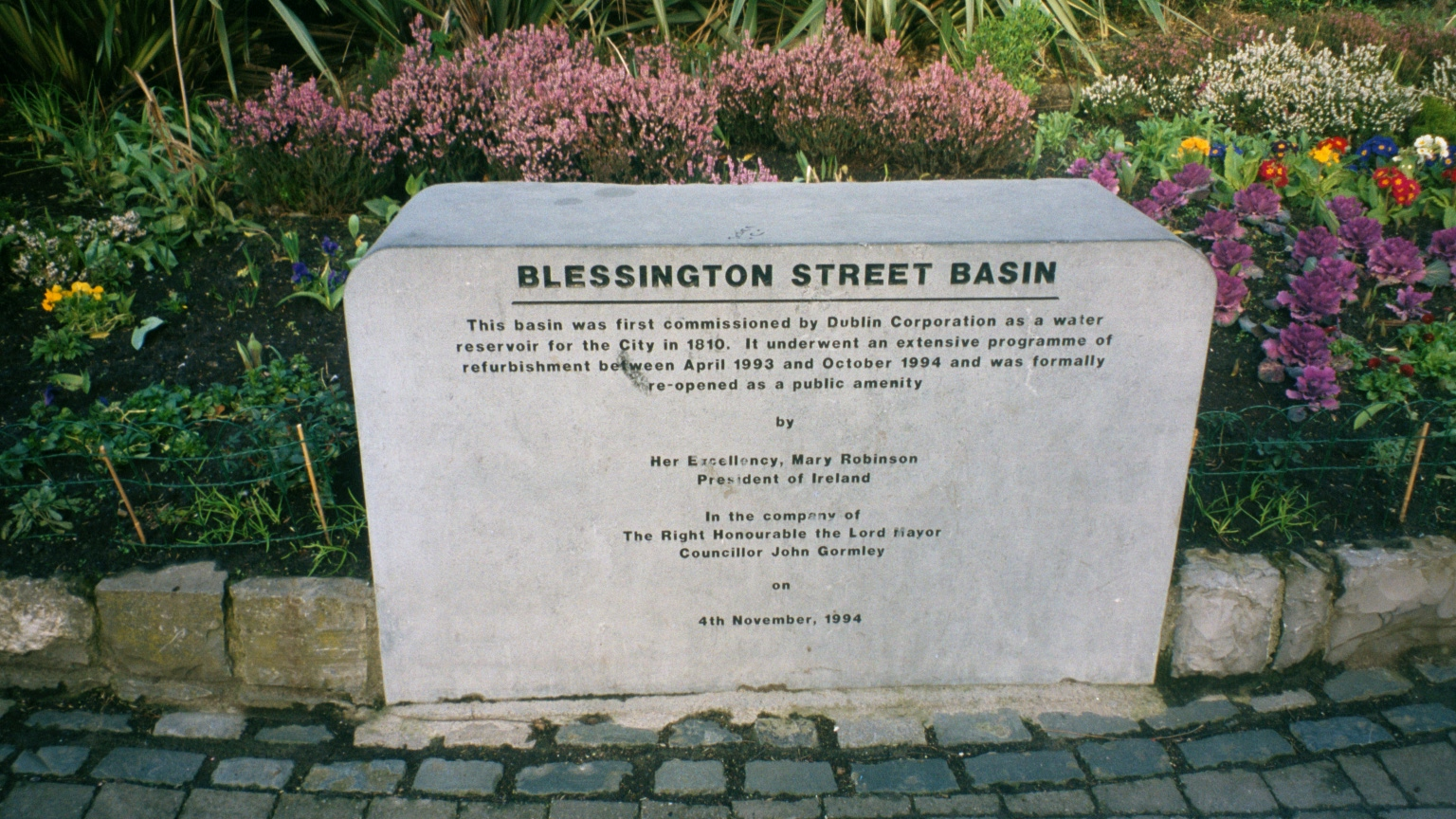
Schrifttafel vor dem Blessington Street Basin
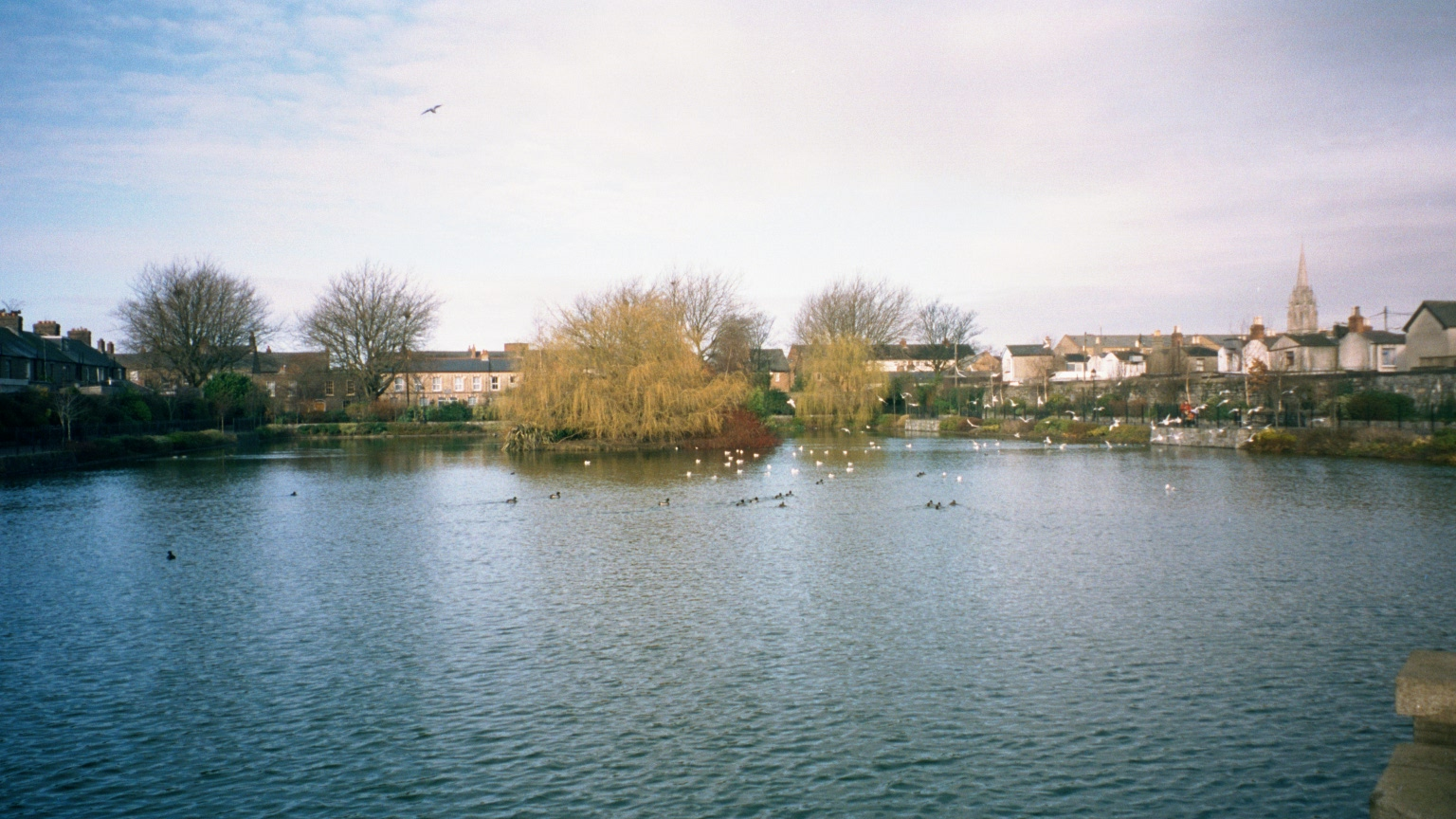
Blessington Street Basin
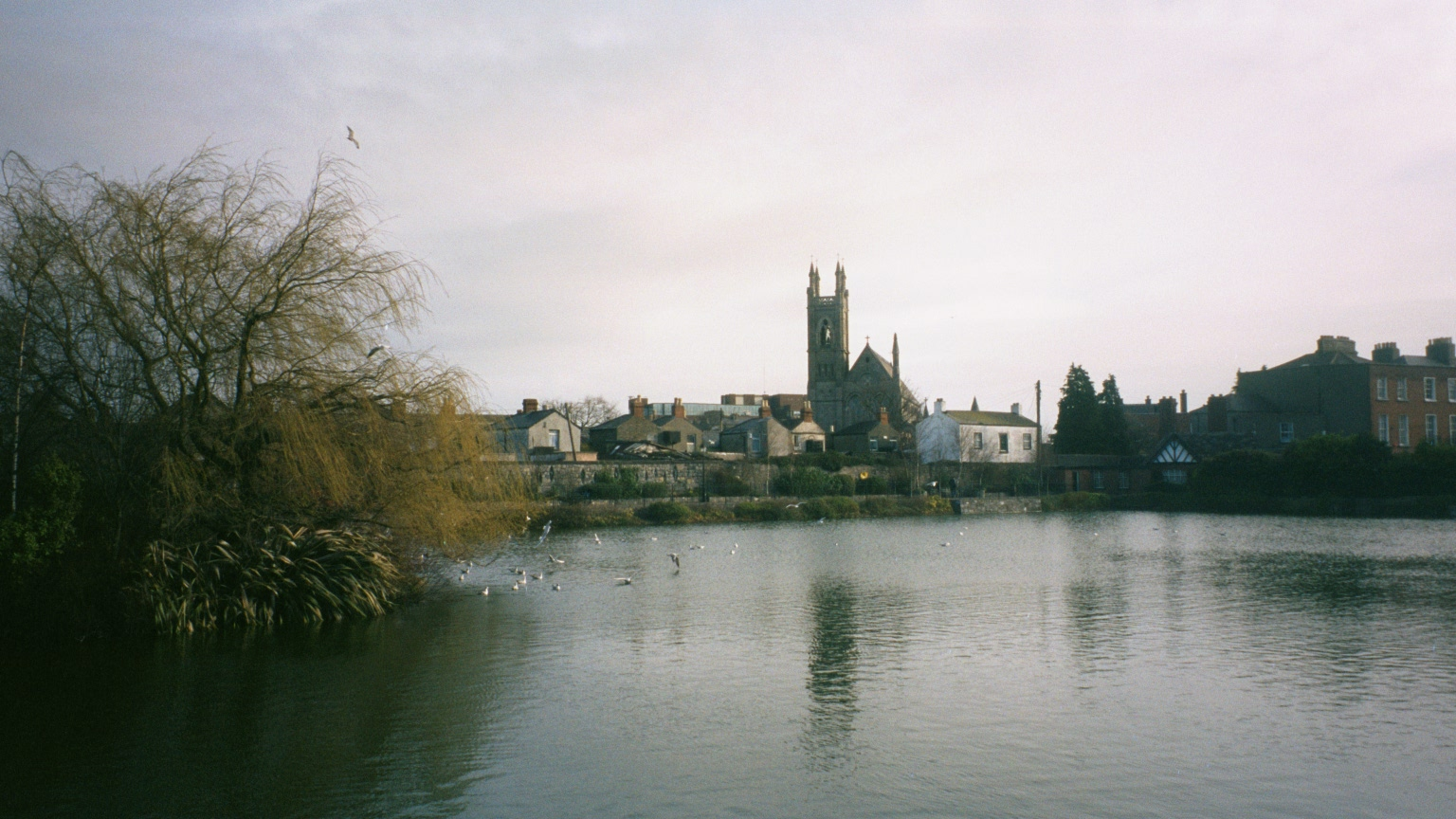
Blessington Street Basin

Das Blessington Street Basin (Báisín Shráid Bhaile Coimín) war von 1810 bis 1976 ein Trinkwasser-Reservoir. Seitdem ist das Gelände als öffentlicher Naherholungsraum freigegeben und 1993/94 vollständig saniert. Das Becken dient heute als Teich und wurde mit einer künstlichen Insel versehen, auf der sich Enten aufhalten. Im Becken leben Fische. Der Park im Stadtteil Phibsborough befindet sich rund 1 km vom nördlichen Ende der zentralen O’Connell Street.

## Herbert Park

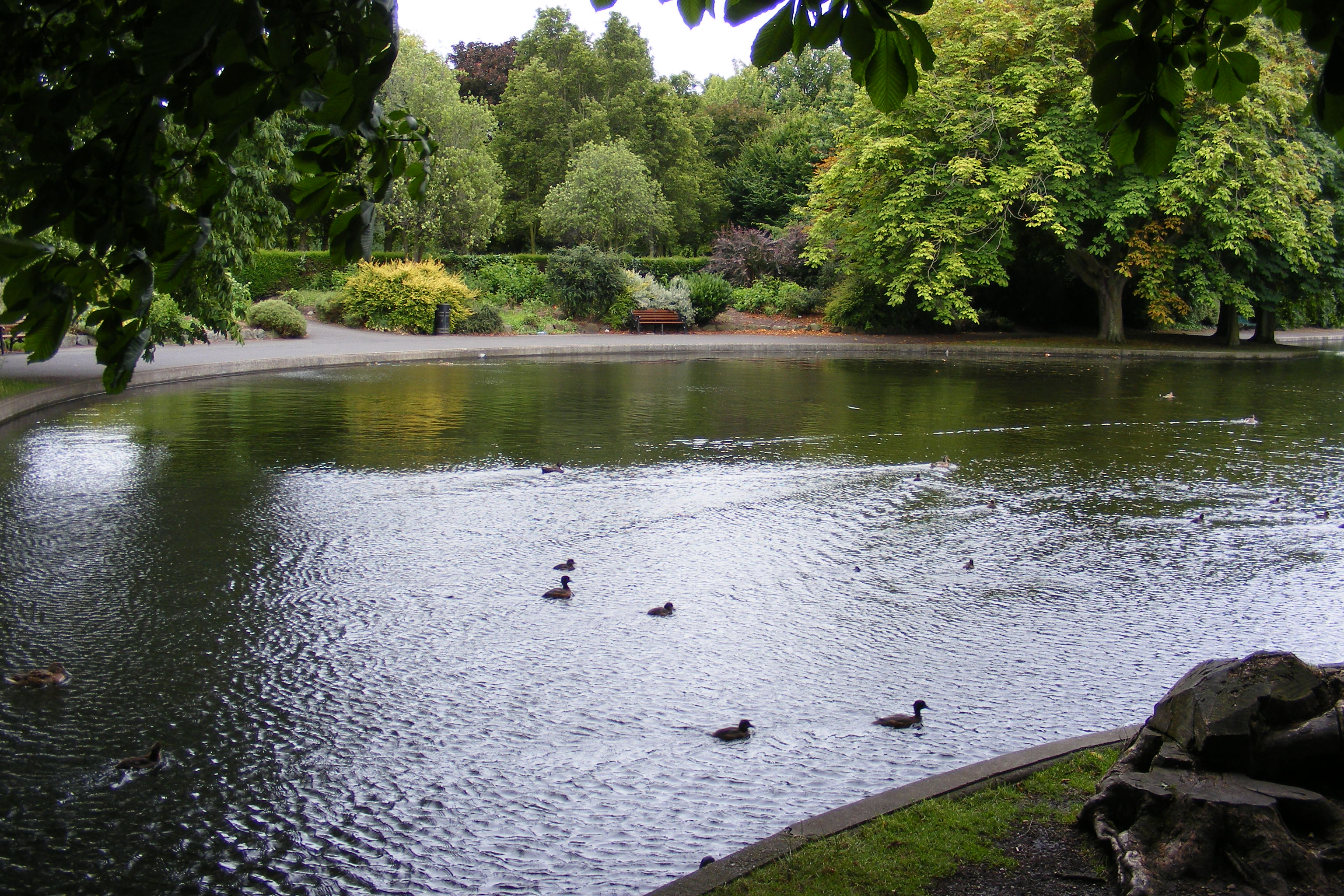
Teich im Herbert Park
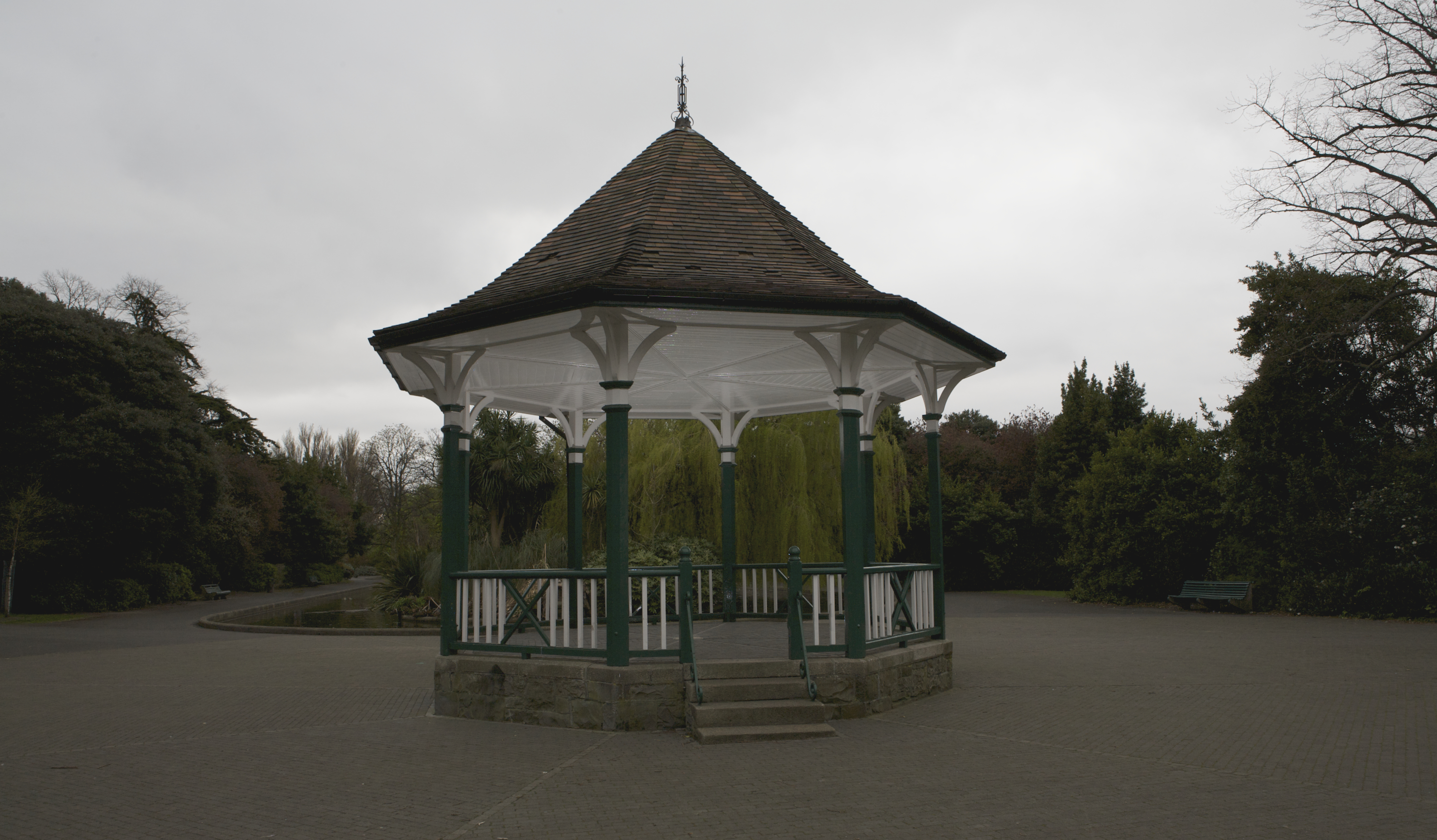
Orchesterpavillon von 1907

Der Herbert Park (Páirc Hoirbeaird) ist eine Parkanlage im südlichen Stadtteil Ballsbridge, der als Naherholungsgebiet für die umliegenden Bewohner dient. In ihm befinden sich unter anderem Kinderspielplätze und mehrere Sportanlagen. Auf dem Gelände fand 1907 die Weltausstellung Irish International Exhibition statt. Aus der Zeit stammen noch ein Orchesterpavillon und ein Teich, in dem heute Karpfen gezüchtet werden.